# Magyar Gárda

De Árpád-strepen, de vier rode en vier zilveren strepen, gecombineerd met leeuwen zoals op het wapen van Emmerik

De Magyar Gárda (Hongaarse Garde), voluit de Hongaarse Garde Beweging (Magyar Gárda Mozgalom), is een in 2007 door Jobbik-partijleider Gábor Vona opgerichte beweging. Vanuit de Hongaarse Garde Associatie door de Bescherming van Tradities en Cultuur (Magyar Gárda Hagyományőrző és Kulturális Egyesület) richtte hij de inmiddels verboden garde op die een de facto paramilitaire tak van Jobbik vormde. De Magyar Gárda was een nationalistische beweging die zich naar eigen zeggen tot taak gesteld ziet "met gezworen trouw aan Hongarije de geestelijk en intellectueel onverdedigde Hongaren te beschermen". De beweging bestond uit een groep gewapende, in zwart geklede mannen. Zij escorteerden vaak leden en waren bij bijeenkomsten van Jobbik. In 2008 verlieten drie leden Jobbik, onder wie een van de oprichters, Dávid Kovács. De mannen vonden de partij te radicaal geworden, en wezen daarbij in het bijzonder op de oprichting van de Hongaarse Garde.

## Uniform
Het uniform dat de Gárda droeg bestond uit zwarte schoenen, een broek en een wit overhemd met daaroverheen een zwart vest. Daarnaast draagt men (idealiter) een rood-wit gestreepte sjaal en een zwarte pet. Op de voorkant van het vest prijkt het wapen van de organisatie, gebaseerd op dat van koning Emmerik van Hongarije (Hongaars: Imre magyar király).
Emmeriks wapen bestaat uit de Árpád-strepen; vier rode en vier zilveren (witte) banen. (Vergelijk ook met het huidige Wapen van Hongarije.) Ook het gebruik van de in het wapen aanwezige leeuwen komt terug bij de Gárda, zoals in voorkomende gevallen op de rug van het vest. Het uniform was zo ontworpen dat het met een traditionele 'look' aansloot bij moderne opvattingen over kleding, in het bijzonder ook bij wat populair was onder jongeren.

## Verbod en nieuwe bewegingen

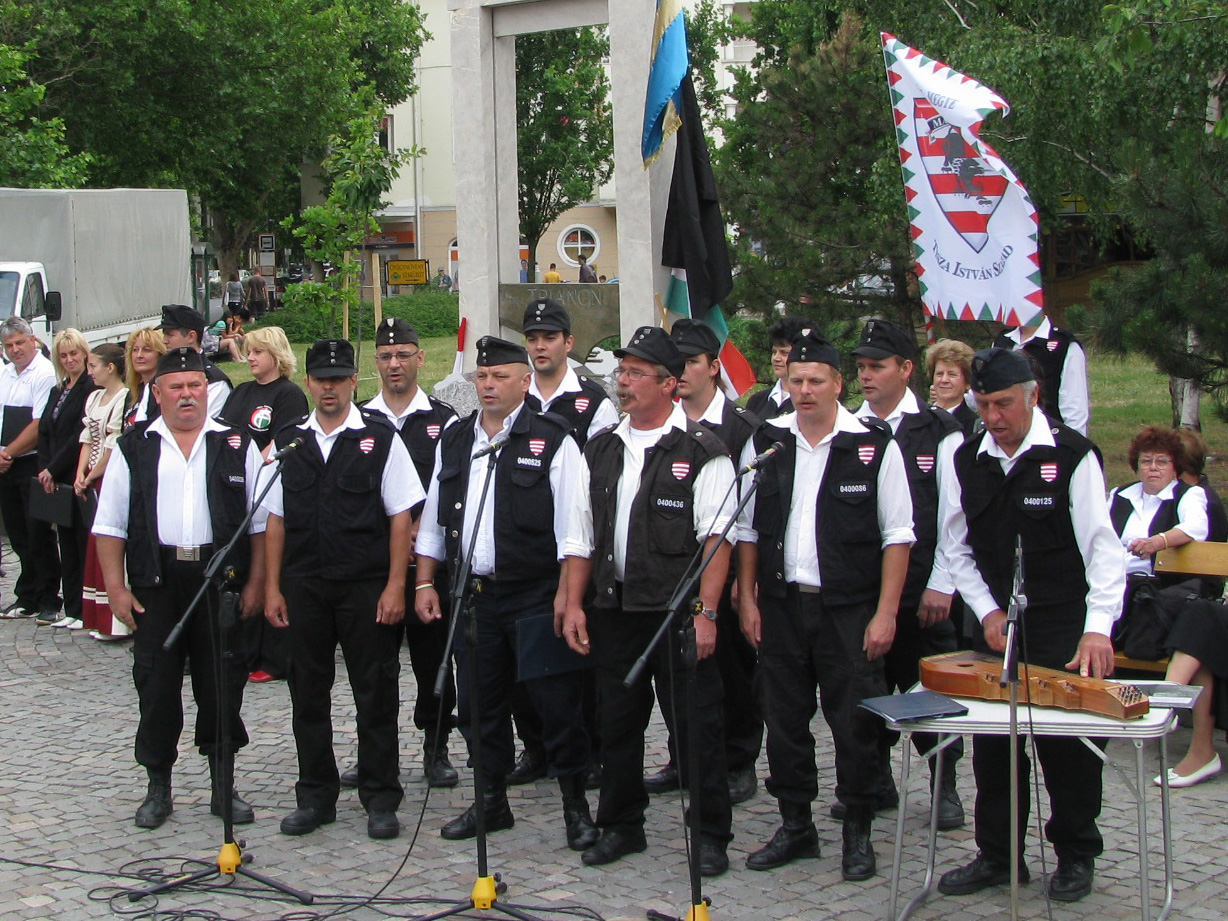
Een koor van de Magyar Gárda zingt in de stad Békéscsaba

De Garde kwam ook bij de Hongaarse justitie in beeld, en in 2009 verbood een hof in Boedapest de beweging. Oprichter Gábor Vona richtte zich daarop tot het Europees Hof voor de Rechten van de Mens (EHRM), maar kreeg daar ook nul op het rekest: het hof bekrachtigde het oordeel van de Hongaarse rechtbank. "Een beweging, opgericht door Dhr. Vona's vereniging heeft geleid tot demonstraties die een boodschap van raciale verdeling overbrengen, die, lijkend op de Hongaarse Nazi Beweging (Pijlkruisers) een intimiderend effect hebben op de Roma minderheid", zo schreef het hof.

### Pogingen tot heroprichting
Het verbod betekent niet dat er geen geüniformeerde groepen meer deelnemen aan demonstraties, en er zijn daarnaast pogingen een nieuwe beweging op te richten. Zo werd al in 2009, direct na het verbod, geprobeerd de Hongaarse Garde onder een nieuwe naam, de Hongaarse Garde Stichting, op te richten. Hongaren die de Garde zouden willen heroprichten werden daarop in hun pogingen tegengehouden door de Hongaarse overheid. Zo werd er in februari van 2010 door het parlement een wet aangenomen die de straf op deelname aan een (van rechtswege) ontbonden organisatie aanzienlijk verhoogt.

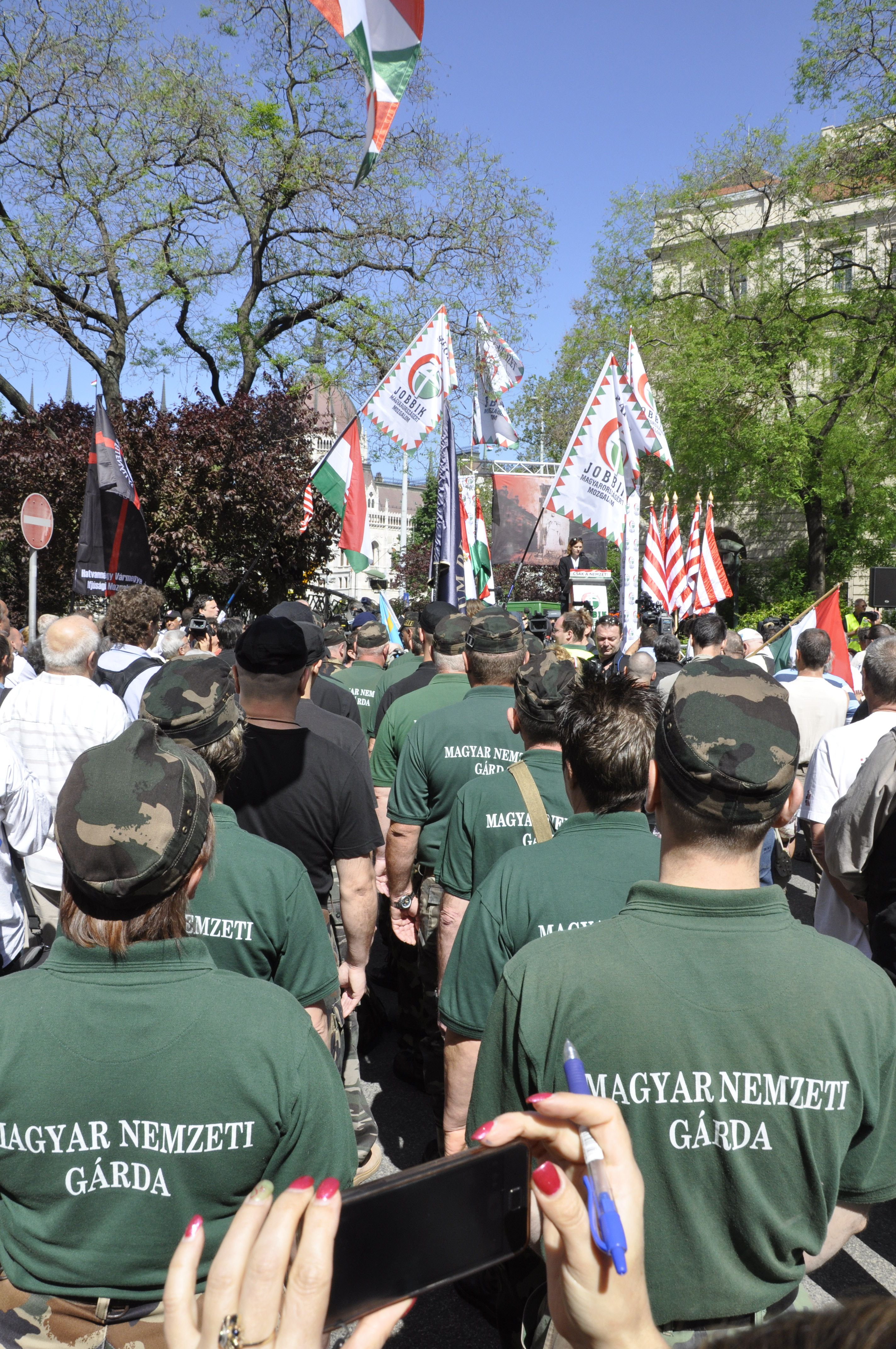
Leden van de nieuwe Magyar Nemzeti Gárda bij een rally tegen het Joods Wereld Congres in Boedapest, op 4 mei 2013

In 2011 wordt weer een vereniging ontbonden, ditmaal de Burgerwacht voor een Betere Toekomst (Szebb Jövőért Polgárőr Egyesület) van Attila László. De groep vormde een militante organisatie die zich richtte tegen Roma's. In het stadje Gyöngyöspata intimideerden zij in 2011 de Roma-bevolking met wapens en honden. Hoewel Gábor Vona afstand nam van de groepering, werd deze wel als een voortzetting van de Hongaarse Garde gezien. De verboden 'Burgerwacht' kreeg ook al snel een nieuwe opvolger: de Hongaarse Zelfverdedigingsbeweging (Magyar Önvédelmi Mozgalom), met als oprichter weer László.

#### Betyársereg
Een andere paramilitaire groep is het zwart geüniformeerde Betyársereg ('Leger van Outlaws'), dat onder meer banden heeft met de Jeugdbeweging van de 64 graafschappen (HVIM). De links van deze groep met Jobbik zijn onduidelijk, een woordvoerder van die partij noemde het "een vreedzaam naast elkaar bestaan". Betyársereg heeft zich inmiddels aangesloten bij een nieuwe alliantie 'Kracht en vastberadenheid' (Erő és Elszántság). Kopstuk Zsolt Tyirityán sprak op 8 juli op een bijeenkomst van de alliantie onder andere tegen de immigratie van 'Arabieren' en 'Afrikanen' en tegen Roma.

#### Magyar Nemzeti Gárda
Gedurende de jaren is wel een nieuwe beweging ontstaan, de Magyar Nemzeti Gárda (Hongaarse Nationale Garde), die deels gebruikmaakt van dezelfde symboliek en volgens Amnesty International dezelfde doelen nastreeft als de verboden Magyar Gárda. Amnesty ziet ook een sterke band tussen deze nieuwe groep en de Burgerwacht voor een Betere Toekomst. Het lukt deze groep om zich ondanks de verboden toch te organiseren, en binnen strenge kaders zijn er bijvoorbeeld ook ceremonies voor nieuwe rekruten. De groep zegt zelf te opereren binnen de grenzen van de wet, en de fundamentele vrijheden zoals die worden gewaarborgd door de grondwet. Tijdens het Joods Wereld Congres in 2013 hielden de leden, samen met Betyársereg, bijna militaire drills in volledig uniform. Deze manieren van indoctrinatie staan weer in contrast met inzamelingsacties en het geven van bloed voor het Rode Kruis.